# Fricativa labial-velar sorda
La fricativa labial-velar sorda es un tipo de sonido consonántico, usado en algunas lenguas habladas. El símbolo en el Alfabeto Fonético Internacional que lo representa es ʍ, una w minúscula rotada 180° o w̥.
[ʍ] se llama fricativa por razones históricas, pero en inglés es una aproximante sorda, equivalente a [w̥] o [hw̥]. En raras ocasiones el símbolo es apropiado para representar una fricativa velar sorda labializada, [xʷ], en otros idiomas.

## Aparición en distintas lenguas
- Chino (Hokkien taiwanés): 沃花/ak-hue [ʔak̚˥ʔ ʍeː˥˥] flores de agua
- Córnico: whath/hwath [ʍæːθ] todavía
- Esloveno: vse [ˈʍsɛ] todo
- Idioma hupa: tł'iwh [t͡ɬʼiʍ] serpiente
- Idioma inglés (Pronunciación Recibida conservadora): whine [ʍaɪ̯n] gimoteo
- Idioma italiano (Toscano): la qualifica [lä ʍäˈliːfihä] la calificación
- Idioma nahuatl: Cuauhtēmallān [kʷaʍteːmalːaːn] Guatemala
- Idioma washo: Wáʔi [ˈw̥aʔi] él es el que lo hace

Categoría: Alfabeto Fonético Internacional Consonante aproximante
- Datos: Q1246010